# North Kilworth
 (octobre 2023).
Pour les articles homonymes, voir Kilworth.
North Kilworth est une paroisse civile et un village du Leicestershire, en Angleterre.